# Lindackeria somalensis
Lindackeria somalensis är en tvåhjärtbladig växtart som beskrevs av Emilio Chiovenda. Lindackeria somalensis ingår i släktet Lindackeria och familjen Achariaceae. Inga underarter finns listade i Catalogue of Life.